# Thitipong Warokorn
Thitipong Warokorn (ur. 27 stycznia 1989 w Chon Buri) – tajski motocyklista.

## Kariera
2013 był debiutem młodego Taja w MMŚ, wystartował on gościnnie m.in. podczas Grand Prix Indianapolis (Moto2) zastępując swojego rodaka w teamie Honda Gresini, Ratthaparka Wilairota. Warokorn jest mistrzem klasy Superbike SB1 2010 w Tajlandii, jeździł też w klasie Supersport 600. Dostał możliwość startów w MMŚ 2014 i kategorii Moto2, gdzie dołączył do zespołu APH PTT The Pizza SAG i drugiego kierowcy, Louisa Rossiego.

## Statystyki
| Sezon | Klasa | Motocykl | 1      | 2      | 3      | 4      | 5      | 6      | 7      | 8      | 9      | 10     | 11     | 12     | 13     | 14     | 15     | 16     | 17     | 18     | Poz | Pkt |
| ----- | ----- | -------- | ------ | ------ | ------ | ------ | ------ | ------ | ------ | ------ | ------ | ------ | ------ | ------ | ------ | ------ | ------ | ------ | ------ | ------ | --- | --- |
| 2013  | Moto2 | Suter    | QAT    | AME    | SPA    | FRA    | ITA    | CAT    | NED    | GER    | IND 30 | CZE 25 | GBR 27 | RSM 27 | ARA 24 | MAL 24 | AUS    | JPN    | VAL    |        | NS  | 0   |
| 2014  | Moto2 | Kalex    | QAT 20 | AME 22 | ARG 24 | SPA 28 | FRA NU | ITA 31 | CAT 24 | NED 29 | GER 26 | IND 27 | CZE 29 | GBR 28 | RSM 30 | ARA 30 | JPN 25 | AUS NU | MAL 21 | VAL 28 | NC  | 0   |
| 2015  | Moto2 | Kalex    | QAT 19 | AME 23 | ARG 24 | SPA 22 | FRA 22 | ITA 21 | CAT 25 | NED 23 | GER 22 | IND 18 | CZE 25 | GBR NU | RSM 20 | ARA 22 | JPN NU | AUS 25 | MAL 27 | VAL 23 | 0   | NC  |